# Daniel Brosinski
Daniel Brosinski (nascut el 17 de juliol de 1988 en Karlsruhe) és un futbolista alemany que juga com a centrecampista, actualment per l'equip amateur FV Fortuna Kirchfeld.